# Alex Abrahantes
Alex Abrahantes (Secaucus, Nueva Jersey, Estados Unidos, 9 de noviembre de 1977) es un luchador y mánager profesional estadounidense, actualmente trabaja en All Elite Wrestling (AEW). Durante más de 20 años, Abrahantes ha trabajado en la industria de la lucha libre profesional. También es el mánager del Triángulo de la Muerte (integrados por Pentagón Jr., Fénix y Pac)  en dicha empresa de lucha libre profesional.

## Vida
Abrahantes nació en Secaucus, Nueva Jersey. Creció en North Plainfield, Nueva Jersey y participó en el programa de artes escénicas en la escuela secundaria técnica y vocacional del condado de Somerset. Asistió a la Universidad Estatal de Pensilvania, donde obtuvo una Licenciatura en Comunicación. Es alumno de Skills USA, donde ocupó cargos de funcionario nacional.

## Carrera Profesional

### En el Entretenimiento
Abrahantes ha trabajado en varios proyectos de cine y televisión a lo largo de su carrera. Es mejor conocido por aparecer en One Life to Live como barman. Actualmente es anfitrión invitado de QVC.

### Carrera de lucha libre profesional
Abrahantes se formó en la Hart Dungeon Wrestling School en Calgary, Alberta. Hizo su debut en el ring el 6 de diciembre de 1996 en University Park, Pensilvania. Después de luchar en el circuito independiente durante varios años, Abrahantes consiguió un trabajo como el miembro más joven del equipo creativo de la WWE. A partir de ahí, pasó a convertirse en productor y desarrollador de contenidos web para TNA. Abrahantes también produjo el equipo Spanish Announce y dirigió TNA University, que más tarde se conoció como TNAtion. También fue el escritor principal de Masked Warriors en MTV2. También fue vicepresidente de Lucha Libre USA.
En el 2019, Abrahantes fue contratado por la nueva promoción All Elite Wrestling como presentador al aire y miembro del equipo de transmisión en español. En el 2021, el papel de Abrahantes se amplió al convertirse en el mánager del equipo de Lucha Brothers con Penta Oscuro y Rey Fénix. Abrahantes estuvo en primera fila en el evento de pago por evento AEW All Out 2021 donde los Lucha Brothers derrotaron a los Young Bucks en su primer reinado como Campeones Mundiales en Parejas de AEW.